# Низариты
Низари́ты (араб. النزارية‎ — ан-Низариюн; перс. نزاریان‎ — Незāрийāн) — ответвление исмаилитской ветви шиитского ислама. Выделились из среды воинствующих исмаилитов в конце XI века. Низариты считали, что имамом является старший сын фатимидского халифа аль-Мустансира Абу Мансур Низар.
Учение низаритов говорит о таких вещах, как разумность (иджтихад), плюрализм (расовое, этническое, культурное разнообразие и допустимость внутрирелигиозных различий) и социальная справедливость.

## История
В конце своего правления фатимидский халиф Египта аль-Мустансир (1036—1094) лишил своего старшего сына Низара права наследования престола в пользу его младшего брата аль-Мустали. После смерти отца Низар начал борьбу с визирем аль-Афдалем, поддерживавшим Мустали, но попал в плен и был казнен (1095). В среде исмаилитов произошёл раскол. Мустали признали имамом общины в Йемене и Западной Индии (мусталиты), Низара — в Персии и Ираке; в Сирии первоначально ни одна из фракций не получила преобладания, но в XII веке верх взяли низариты.
Ко времени смерти Низара персидские исмаилиты Хасана ибн Саббаха захватили ряд крепостей в горах Эльбурс, включая Аламут и Ламасар, что положило начало созданию Низаритского государства. В ответ на боевые действия сельджукских властей низариты применяли индивидуальный террор (их жертвой стал, в частности, визирь Низам аль-Мульк в 1092 году), что создало им на Западе славу секты безжалостных убийц — ассасинов.

### Происхождение фидаи

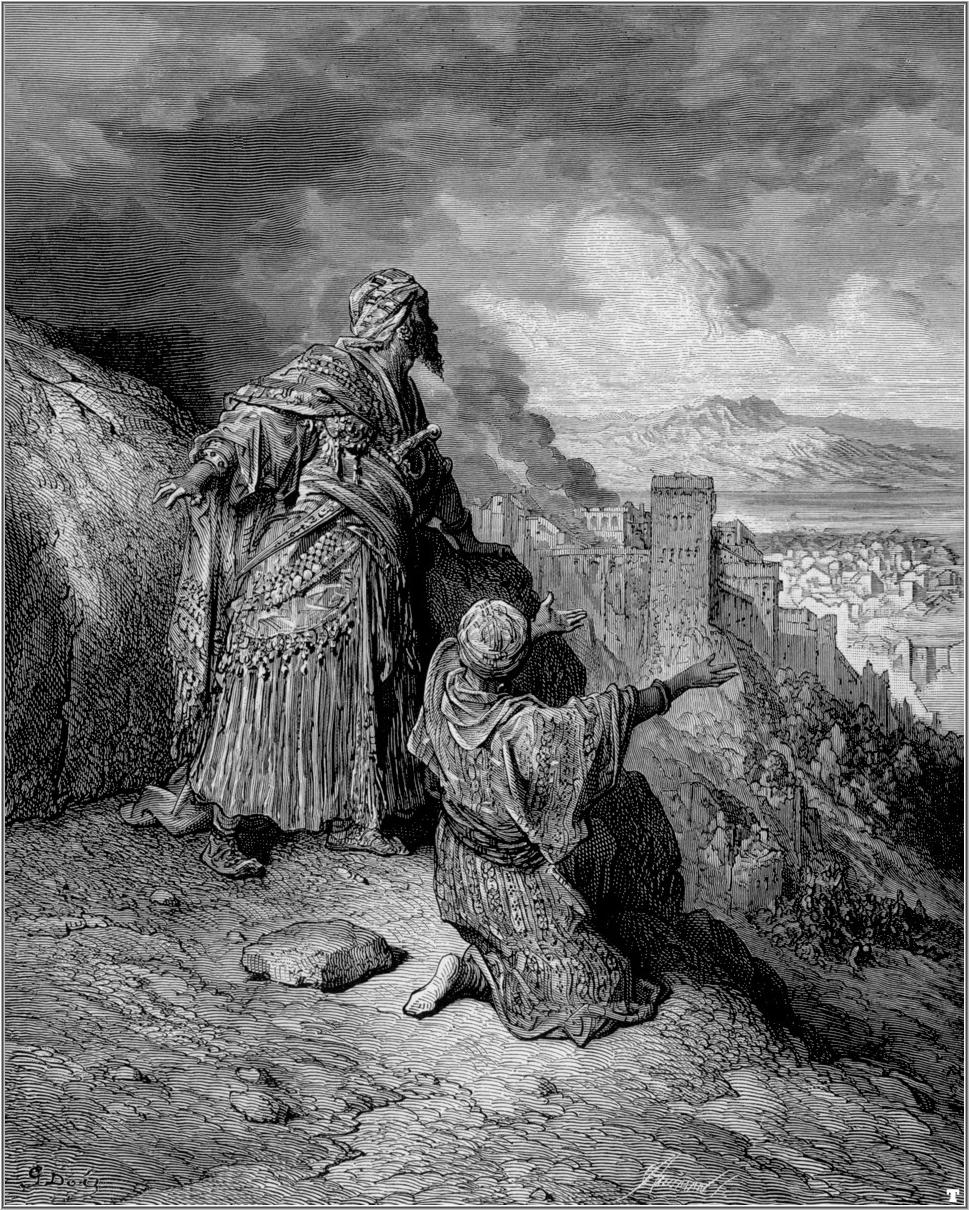
Крепость Аламут

Последователи молодого имама Хади, которые хотели стать бойцами, были обучены как фидаи (фидаины), чья храбрость и самоотверженная духовность были обусловлены их верой в то, что низаритский имам аль-вакт («имам времени») имел внутри себя Нур (свет) Бога. Таким образом, для фидаи стало религиозным долгом подчиняться каждому велению своего имама-уль-вакта и защищать его и свою общину верующих без компромиссов, даже до такой степени, чтобы умереть за свое дело.
При Хасан ибн Саббахе в Иране и Рашид ад-Дине Синане в Сирии низаритские фидаи нацелились на самых могущественных вражеских лидеров, с которыми столкнулись эти новые низаритские исмаилитские общины в горах Эльбурс на севере Ирана и в горах левантийского побережья, Ансария с видом на восточное Средиземное море.

### Ассасины
Фидаев боялись как ассасинов, но они не убивали за плату. Хотя они были обучены искусству шпионажа и ведения боевых действий, они также практиковали исламский мистицизм на самом высоком уровне. Этот религиозный пыл превратил их в грозных врагов, как в анекдоте о графе Генрихе II. Генрих беседовал с великим магистром Рашидом ад-Дином Синаном (известным на Западе как «Старик горы») в одной из его крепостей аль-Кахф в Сирии. Генрих указал, что, поскольку его армия намного больше, чем у Синана, Синан должен платить ему ежегодную дань.
Синан отказался, утверждая, что его армия намного сильнее духом и беспрекословным повиновением, если не численностью. Он пригласил Генриха засвидетельствовать это послушание и жертвенный дух его фидаев. Да и Синан подал знак фидаю, стоявшему на парапете высокой стены его замка, прыгать. Фидаи выкрикнул «Аллаху Акбар» и, не колеблясь, стремглав нырнул в скалы далеко внизу.
Сбитый с толку Генри спросил Синана о причине самоубийственного прыжка. Синан снова указал на фидаи, который занял место ныне мертвого Фидаи. Снова Синан подал сигнал Фидаи прыгать, и второй Фидаи тоже крикнул «Бог Велик» и прыгнул навстречу своей смерти. Генри был явно потрясен тем, что стал свидетелем полного пренебрежения двух фидаи к собственной жизни. Он принял условия мира Синана на условиях отказа от уплаты дани. Таким образом, низариты предотвратили изнурительные войны против них из-за подвигов самопожертвования их фидаи и убийств могущественных вражеских лидеров, чтобы продемонстрировать волю и приверженность сообщества жить свободно, не будучи вассалом какой-либо левантийской державы.
Фидаи были одними из самых страшных убийц в известном тогда мире Синан заказал убийства политиков и генералов, таких как великого курдского генерала и основателя династии Айюбидов Салах ад-Дина. У спящего Салах ад-Дина была записка от Синана, доставленная ему фидаином, внедренным в его окружение. Записка была приколота кинжалом к его подушке, и в ней Салах ад-Дину сообщали, что на этот раз его пощадили и он должен отказаться от своей воинственности против низаритов. Потрясенный Салах ад-Дин быстро заключил перемирие с Синаном.
Впоследствии фидаи помогали мусульманам в борьбе с крестоносцами во время Третьего крестового похода, в который входил английский король Ричард I Львиное Сердце. Салах ад-Дин к этому времени установил дружеские отношения с Синаном, низаритские фидаи сами присоединились к силам Салах ад-Дина, чтобы победить крестоносцев в последней великой битве между двумя силами. Позже, когда «низариты столкнулись с возобновлением франкских военных действий, они получили своевременную помощь от Айюбидов».

### Насир Хосров
Насир Хосров сыграл ключевую роль в распространении исмаилизма в отдаленных регионах иранского мира. Он родился в 1004 году вблизи Балха, в молодости занимал административный пост в Мерве при Газневидах и их преемниках Сельджукидах, а затем стал исмаилитом. В 1060 году он был объявлен еретиком и его дом в Балхе был разрушен, после чего он бежал в Бадахшан на Памире, где стал проповедовать исмаилизм. Народы Бадахшана до сих пор считают его своим пиром.

### Ходжа
Благодаря низаритскому проповеднику перса Садруддину в Западной Индии в начале XV века возникла община низаритов, известная как «ходжа». На рубеже XVIII—XIX веков началось расселение ходжа по всей Индии и за её пределы: в страны Юго-Восточной Азии и Восточной Африки, в Аравию, где они занимались торговлей.

### Преемственность
Как и для всех мусульман-шиитов, преемственность руководства после смерти пророка Мухаммеда имеет большое значение для низаритов. Низариты верят, что в Гадир Хумме по прямому повелению Бога, Мухаммед назначил своим преемником своего двоюродного брата и зятя Али — мужа своей дочери Фатимы. Таким образом, Али стал духовным преемником и первым имамом в продолжающейся линии наследственных имамов, которая ведет к нынешнему 49-му имаму, принцу Шах Кариму Аль-Хусейни.
Традиция низаритов-исмаилитов уникальна тем, что это единственная традиция, которая имеет эту преемственность наследственной божественной власти, возложенной на Имамим-Мубин. Во всех суннитских традициях Имамим-Мубин интерпретируется как сам Коран; и во всех шиитских традициях, за исключением шиитских низаритов, Имамим-Мубин является последним имамом династии, ушедшего в Гайбат. Однако в низаритском исмаилизме Имамим-Мубин — это живой человеческий имам, который никогда не находится в сокрытии, который никогда не будет отсутствовать в этом мире, но всегда будет постоянно присутствовать и физически жив, и который обозначен как наследник Имамата, передаваемого от отца к сыну. Эта традиция продолжается уже почти 1400 лет.

## Современная история
Все низаритские исмаилиты теперь признают принца Шах Карима аль-Хусейни (Ага-хан IV), своим Имам-и-Заманом (имамом времени). По-персидски его называют Худаванд (Повелитель времени), по-арабски — Мауляна (Учитель) или Хазир Имам (Нынешний имам). Карим сменил своего деда, султана Мухаммада Шаха (Ага Хан III) на посту имама в 1957 году, когда ему было всего 20 лет и он все ещё был студентом Гарвардского университета. Его называли «имамом атомного века». Период, последовавший за его вступлением на престол, можно охарактеризовать как период быстрых политических и экономических перемен. Планирование программ и учреждений становилось все более трудным из-за быстрых изменений в новых постколониальных странах, где проживали многие из его последователей. Став имамом, Карим сразу же занялся подготовкой своих последователей, где бы они ни жили, к грядущим переменам. Эта быстро меняющаяся ситуация требовала смелых инициатив и новых программ, отражающих развивающиеся национальные устремления в новых независимых государствах.
Учитывая важность, которую ислам придает поддержанию баланса между духовным благополучием человека и качеством его жизни, наставления имама касаются обоих аспектов жизни его последователей. Ага хан призвал мусульман-исмаилитов, обосновавшихся в промышленно развитых странах, внести свой вклад в развитие общин в развивающихся странах посредством различных программ развития.

### Резиденция Исмаилитского имамата
В соответствии с соглашением с Республикой Португалия в 2015 году, 11 июля 2018 года Ага хан официально объявил дворец Энрике де Мендонса, расположенный на улице Маркиза де Фронтейра в Лиссабоне, «Диваном (резиденцией) исмаилитского имамата» (порт. Divã do Imamato Ismaeli).

## Богословие

### Бог
Низаритская исмаилитская теология является выдающейся негативной или апофатической теологией ислама, поскольку она утверждает абсолютное Единство Бога (Таухид) путем отрицания всех имен, описаний, концепций и ограничений от Бога. Исмаилитское богословие таухида восходит к учениям ранних шиитских имамов, особенно имама Али ибн Абу Талиба, имама Мухаммада аль-Бакира и имама Джафара ас-Садика. Кроме того, ряд выдающихся мусульманских философов-исмаилитов — Абу Якуб аль-Систани, Джафар ибн Мансур аль-Яман, Хамид ад-Дин аль-Кирмани, аль-Муайяд ад-Дин Ширази, Насир-и Хосров, Абд аль-Карим аль-Шахристани, Насир ад-Дин Туси — объединили и усовершенствовали исмаилитское богословие Таухида, используя сильнейшие философские аргументы своего времени. Даже в наше время имам Шах Карим аль-Хусейни (Ага Хан IV), нынешний и 49-й наследственный имам мусульман-шиитов-исмаилитов, продолжает подчёркивать абсолютную трансцендентность Бога. На Всеисмаилитской Парижской конференции 1975 года исмаилитский имам одобрил следующую резолюцию, касающуюся современной позиции исмаилитов в отношении концепции Бога:
 Следует подчеркнуть абсолютную трансцендентность Бога и разъяснить исмаилитскую веру в Бога в сочетании с общим акцентом на трансцендентности Бога в Коране, примером чего в частности, является Сура аль-Ихляс.
Исмаилитскую концепцию таухида можно резюмировать следующим образом;
- Бог находится за пределами всех имен и атрибутов (включая каждое имя и атрибут, упомянутые в Коране, такие как Могущественный, Живой, Первый, Последний и т. д.)
- Бог находится за пределами материи, энергии, пространства, времени и изменений
- находится за пределами всех человеческих представлений о воображении и интеллекте
- Бог находится за пределами как положительных, так и отрицательных качеств
- Бог находится за пределами всех философских и метафизических категорий — духовное/материальное, вечное/временное, субстанция/случайность, сущность/атрибуты и существование/сущность — Бог выше существования и небытия
- Когда Бог ассоциируется с именем или атрибутом в Священных Писаниях, ритуалах или повседневной речи, например, «Бог знает», истинное значение этого утверждения заключается в том, что Бог является источником этой силы или качества, то есть Бог является источником всего знания, но Он Сам находится за пределами фактического обладания знанием как атрибут
- Божий Творческий акт называется Его Словом или Повелением — это Повеление является единым, вечным и непрерывным действием, которое постоянно дает существование и поддерживает все сотворенные или обусловленные реальности в каждый момент их существования.

### Коран

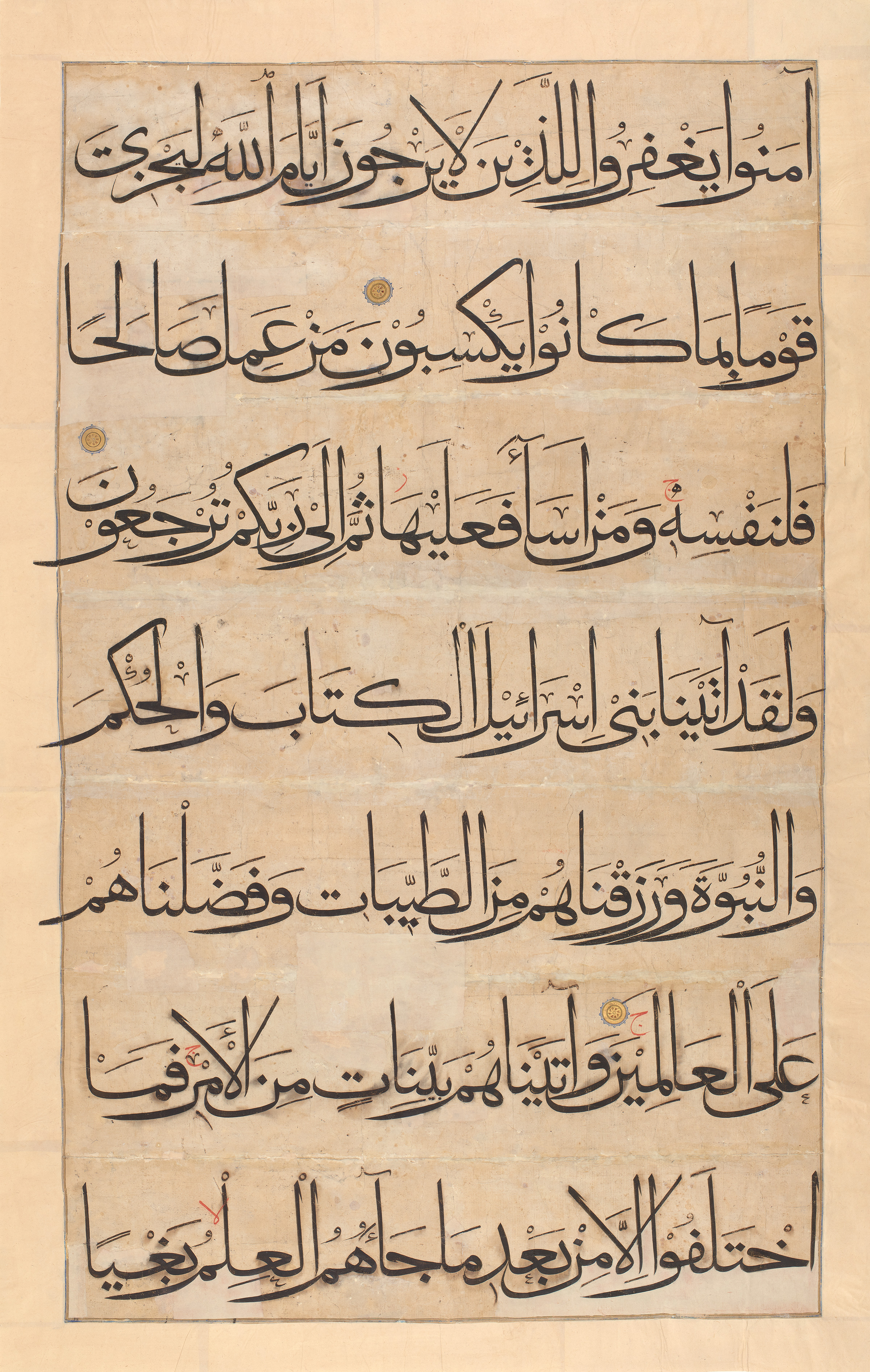
Страница из персидского Корана, написанная акварельными чернилами и золотом, XIV век.

Низариты, как и все мусульмане, считают Коран, центральным священным текстом ислама, словом Божьим. Низариты используют тафсир (толкование Корана) для захира, или экзотерического понимания, и тавиль (коранический поэтический метр) для батина, или эзотерического понимания.
Тавиль происходит от коранического корня слова «возвращаться к» первоначальному значению Корана. Признавая важность как захира, так и батина в религии, батин информирует о том, как следует практиковать захир. Что ещё более важно, батин ведет верующего в духовном путешествии по открытию неосязаемой истины (Хакикат), которая задействует как интеллект («Акль»), так и дух (Рух), конечной целью которого является гностическое просветление (марифат или фана-филлах).
Слово «Коран» означает «чтение». Когда мусульмане говорят о «Коране» абстрактно, они обычно имеют в виду Писание в том виде, в каком оно читается, а не печатное произведение или какой-либо его перевод. Для низаритских исмаилитов тафсир и тавиль Корана наиболее полно воплощены в существе Имам-и-Замана (Имама времени), благодаря его божественности как «Имама от Самого Бога», как выражено в третьей части их Шахады.

### Столпы Ислама
Исмаилизм утверждает, что в исламе есть семь столпов, каждый из которых обладает как экзотерическим («внешним» или захир) выражением, так и эзотерическим («внутренним» или батин).

#### Фундамент
Исмаилиты верят в основной принцип Единого Бога, а Пророк Мухаммед — последний посланник. Однако они верят, что потомки Мухаммеда являются законными наследниками ислама, поэтому они ищут руководства у «живого имама», который является живым потомком семьи Мухаммеда.

#### Семь столпов
1. Опекунство Вилаят (араб. الاية‎): культивирование чистой любви, нежной привязанности к Богу и близости с Ним, проявляющейся в Пророках и Имамах, которые постоянно предлагают верность, преданность, и послушание Богу — и тем, кто проявляет божественную опеку — Пророкам и Имамам. Для низаритов Бог — это истинное желание каждой души.
2. Чистота Тахарат (араб. طهارة‎): физическая чистота, соблюдение гигиены в доме и личное присутствие, а также чистота сердца и души.
3. Молитва Намаз (араб. الاة‎): низариты-исмаилиты, как и шииты-имамиты, совершают намаз в соответствии с Джафаритским мазхабом, молитва совершается по случаю важных праздников. Низариты, как правило, совершают ритуальное дуа три раза в день. Низариты, как и суфии, практикуют зикр — «поминание» Бога, Пророков и Имамов, — который может принимать форму мелодичного общего песнопения или исполняться в тишине.
4. Благотворительность в виде Закята (араб. بتاة‎): добровольная передача собственных знаний или навыков, а также десятина. Низаритам рекомендуется активно участвовать в управлении общественными пространствами и предлагать свои специализированные знания более широкому сообществу, включая юридические, медицинские или другие профессиональные знания. Закят также относится к десятине — исламская традиция гласит, что Мухаммад был назначен собирать закят с верующих, и теперь долг верующих — подавать милостыню имаму или его представителю, которая будет перераспределена для поддержки местного и международного развития.
5. Ураза (араб. بوم‎): считается, что пост в течение священного месяца Рамадан и в ознаменование новолуния полезен для тех, кто перегружен низменным эго — желанием, гневом и эгоизмом. Исмаилиты, следующие тарикату (пути), стремятся превзойти низменное эго, чтобы достичь внутреннего существа, находящегося в гармонии.
6. Хадж (араб. بر‎): существует два различных вида хаджа для низаритских исмаилитов. Первый — это Хадж-и Захири, который представляет собой паломничество к физической Каабе в Мекке, которое все дееспособные мусульмане должны совершить хотя бы раз в своей жизни. Второй — Хадж-и Батини, который представляет собой паломничество, чтобы увидеть Имама Времени, которого считают «Эзотерической каабой»[11]. Кроме того, также поощряется паломничество в другие города, такие как Медина, Иерусалим, Эн-Наджаф и Кербела.
7. Джихад (араб. الهاد‎): определение джихада противоречиво, поскольку оно имеет два значения: «Большая борьба» и «Меньшая борьба», последнее из которых означает конфронтацию с врагами веры. Низариты интерпретируют «противников» веры как личные и социальные пороки и тех людей, которые наносят ущерб миру, вере, избегают провокаций и применяют силу только в качестве последнего средства, только в целях самообороны.

## Сообщество

### Место Поклонения
Джамаат-хана (перс: بماعتخانه), от арабского Джамаат (собрание) и персидского Ханех (дом) — исмаилитские дома молитвы, учёбы и общины. Обычно в них есть отдельные помещения для молитв и зал для общественных собраний. Для Джамаат Хана не существует принципиальных архитектурных рекомендаций, хотя вдохновение черпается из исламской архитектуры и местных архитектурных традиций, чтобы плавно и незаметно сочетать их с местной архитектурной средой, опираясь на эстетику минималистского дизайна.
Более крупные Джамаат-ханы на Западе называются Дарханами, или «Исмаилитскими центрами», а наблюдатели называют их «Исмаилитскими соборами». В то время как они содержат молитвенную и социальную инфраструктуру, хотя и в большем масштабе, они могут также содержать аудитории и лекционные залы, библиотеки, офисы и залы заседаний совета, поскольку они действуют как региональные или национальные руководящие центры для управления сообществом.
Джамаат-хана, особенно крупные центры, предлагают свои помещения обществу в целом и организуют экскурсии с гидом. Однако во время обязательной молитвы (Священного Дуа) только исмаилитам разрешается входить в молитвенный зал (мечеть).

## Символы

Современный Низаритский флаг, также известный как «Мой Флаг». Низариты Аламутского периода использовали зелёный флаг, а позже красный.

Еще один флаг, используемый Исмаилитским сообществом.

Фатимиды приняли зелёный (ахдар) в качестве цвета своего знамени, что символизировало их преданность Али, который, чтобы предотвратить покушение на Мухаммеда, однажды завернулся в зелёное покрывало, чтобы казаться Мухаммедом. Когда Хасан ибн Саббах захватил Аламут, говорят, что он водрузил зелёный штандарт над крепостью, позже сообщалось, что Саббах предсказал, что, когда Скрытый имам даст о себе знать, он поднимет красный флаг, что и сделал Хасан во время своего появления. После разрушения Аламута исмаилиты подняли как зеленые, так и красные флаги над могилами своих имамов. Зелёный и красный цвета были объединены в исмаилитском флаге 19 века, известном как «Мой флаг».
Фатимиды также использовали белый штандарт с золотыми вставками, а халифские имамы часто носили белое с золотом, как это делают сегодня исмаилитские имамы. Исмаилиты используют золотой герб на белом штандарте, символизирующий власть имамата, и часто носят белое в присутствии своего имама.
Руб аль-Хизб, восьмиконечная звезда, часто используется исмаилитами в качестве символа.

## Практика

### Календарь
Низариты используют арифметический лунный календарь для расчета года, в отличие от большинства мусульманских общин, которые полагаются на визуальные наблюдения. Исмаилитский календарь был разработан в средние века во времена Фатимидского халифата имамом Аль-Хакимом.
Лунный год содержит около 354 11/30 дней, низариты-исмаилиты используют цикл из 11 високосных лет (касиба) с 355 днями в 30-летнем цикле. Нечетные месяцы содержат 30 дней, а четные — 29 дней; 12-й и последний месяц високосного года содержит 30 дней.

### Пост
В отличие от других ветвей ислама, низариты-исмаилиты разделяют пост Рамадана на два отдельных, но тесно связанных между собой вида: ахири шавм (экзотерический пост) и батини шавм (эзотерический пост). Первое относится к воздержанию от еды, питья и чувственных удовольствий. Последнее относится к воздержанию от передачи эзотерического знания откровения (танзиль) и толкования (та’виль) тем, кто не готов его принять.
Третий вид поста, известный как хакики шавм (настоящий пост), — это воздержание от чего-либо (в мыслях, словах или делах), что противоречит Повелению Бога. Этот вид наблюдается круглый год.